# Hendécagramme
En géométrie, un hendécagramme est un polygone étoilé à 11 sommets.
Il existe quatre hendécagrammes réguliers, que l'on peut construire à partir de l'hendécagone régulier en reliant les sommets de 2 en 2, de 3 en 3, de 4 en 4 ou de 5 en 5.
C'est un polygramme (en).